# Sabinillus
Sabinillus war ein römischer Politiker und Senator zur Zeit der Reichskrise des 3. Jahrhunderts.
Er war im Jahr 266 zusammen mit Kaiser Gallienus ordentlicher Konsul. Porphyrios zählt außerdem einen Senator dieses Namens in seiner Vita Plotini zu den Schülern des Neuplatonikers Plotin, der bis 270 in Rom lebte und lehrte. Er habe zu dessen philosophisch begabtesten Anhängern gehört.
Wenn es sich bei dem Konsul und dem Philosophen um dieselbe Person handelt, könnte zwischen den Karrieren Sabinillus’ und Plotins ein Zusammenhang hergestellt werden. Seine Zugehörigkeit zur Schule Plotins hat dann möglicherweise Sabinillus zum Konsulat mit Gallienus verholfen. Beim Kaiser erfreuten sich der Philosoph und seine Anhänger eines hohen Ansehens. Umgekehrt wurde aber auch vermutet, dass Sabinillus aus anderen Gründen zum Konsul aufgestiegen sei und Plotin daraufhin in den nächsten Jahren erst die Beliebtheit bei Hof verschafft habe.